# Front de Périgueux
Pour les articles homonymes, voir Saint Front.
Front de Périgueux est le légendaire évangélisateur du Périgord au Ier siècle, sa vie étant aujourd'hui souvent replacée au IIIe siècle. 
C'est un saint des Églises chrétiennes célébré le 25 octobre.

## Hagiographie
Jusqu'au VIIIe siècle, Front de Périgueux est un personnage légendaire. Durant ce siècle est écrite sa première hagiographie, un récit fusionnant la vie de deux saints : Front, l'ermite du Périgord et un moine d'Égypte, saint Fronton de Nitrie.
Selon de pieuses légendes, Frontonis ou Frontus serait né à Lanquais, en Gaule et aurait fait des études de lettres en Périgord en s'intéressant particulièrement aux psautiers. Opprimé par un praeses [Quoi ?]dénommé Squirius, il aurait été évincé de la région et serait parti pour l'Égypte puis pour Rome. Il y aurait fait la rencontre de saint Pierre, apôtre et aurait été ordonné prêtre. Il aurait été envoyé à Périgueux, accompagné par soixante-dix disciples.
Saint Front aurait procédé à l'évangélisation des habitants en remontant la voie romaine de Lyon à Bordeaux. Ainsi, dans l'église de Creuzier-le-Neuf (Allier), qui lui est dédiée, un vitrail rappelle son passage. Les légendes du village lui attribuent la découverte de la fontaine située en contrebas qui porte également son nom. Les lieux de culte consacrés à ce saint sont souvent associés à une fontaine dont l’eau aurait des vertus prophylactiques et curatives.
Le 30 avril 1261, l'évêque de Périgueux Pierre de Saint-Astier procède à l'invention du corps de saint Front. Elle a permis de vérifier que les Normands n'avaient pas enlevé le corps de saint Front en 845.
Ses reliques reposèrent jusqu'en 1575 dans ce qui est devenu la cathédrale Saint-Front à Périgueux. À cette date, les Huguenots s'en emparent, les transportent au château de Tiregand à Creysse puis les jettent dans la Dordogne.
Considéré de tout temps comme « l'évangélisateur du Périgord », Saint-Front est encore aujourd'hui célébré par l'Église.
Une douzaine de communes ou d'anciennes communes françaises portent le nom de Saint-Front, ainsi que trois communes italiennes, en région des Marches : Frontone et Frontino, ainsi que Sanfront en région du Piémont.